# اسلحه (بازی ویدئویی)
اسلحه (به انگلیسی: Gun) عنوان یک بازی ویدئویی به سبک اکشن-ماجراجویی با تم وسترن مدرن است که توسط شرکت Neversoft تولید و در سال ۲۰۰۵ میلادی به وسیلهٔ اکتیویژن برای پلتفرم‌های گیم کیوب، ایکس‌باکس، پلی‌استیشن ۲، ویندوز و ایکس‌باکس ۳۶۰ (به عنوان بازی زمان انتشار کنسول) منتشر شد. یک سال بعد نسخهٔ پلی‌استیشن همراه این بازی با عنوان Gun: Showdown که دارای مأموریت‌های جانبی بیشتر، قابلیت بازی چندنفره و موارد بیشتری بود، منتشر گردید.
در طی ماه اول انتشار بازی، تعداد ۲۲۵٬۰۰۰ نسخه از آن بر روی چهار کنسول به فروش رفت. همچنین تا پایان ماه اکتبر سال ۲۰۰۸، تعداد ۱٬۴۰۰٬۰۰۰ نسخه از این بازی در ایالات متحدهٔ آمریکا به فروش رسید. این عنوان با نقدهای مثبت منتقدان مواجه و جایزه‌های متعددی از جمله بهترین بازی اکشن ایکس‌باکس ۳۶۰ در سال را از وبگاه گیم‌اسپای دریافت نمود.

## گیم پلی
این بازی در یک محیط جهان باز که شامل مأموریت‌های جانبی نیز می‌باشد، جریان دارد. گیمر کنترل قهرمان بازی به نام کولتون وایت (Colton White) را در در دید نمای سوم شخص اختیار دارد. در بسیاری از مواقع هنگام رفتن از یک شهر به شهر دیگر قهرمان بازی مورد حملهٔ راهزنان قرار می‌گیرد که می‌تواند از دست آن‌ها فرار کرده یا با آن‌ها به مقابله برخیزد.
گیمر در این بازی می‌تواند حیوانات مختلفی مانند بوفالو، اسب‌های وحشی و حیوانات اهلی را کشته یا باعث ایجاد نزاع و درگیری میان افراد مختلف در مکان‌های گوناگون شود، که اینکار در نهایت باعث افزایش توجه کلانترها یا هفت‌تیر کش‌های دیگر می شود. این هفت‌تیر کش‌ها اغلب برای به دست آوردن اعتبار یا اجرای عدالت و قانون در مقابل یاغیان، سربازان متمرد و آپاچی‌های انتقامجو  قرار می‌گیرند. در این بازی حالتی وجود دارد به نام Town Patience که هربار قهرمان اقدام به کشتن افراد بی‌گناه شهر کند، مقدار آن کاهش می‌یابد. هنگامی که این مقدار به صفر برسد، آنگاه افراد محلی کاملاً علیه قهرمان بازی خواهند شد.
مینی‌گیم‌های زیادی در بازی وجود دارند که با پیشرفت در بازی، گیمر می‌تواند آن‌ها را انتخاب کرده و با انجام آن‌ها طلا و پول و آپگریدهای متنوعی به دست آورد. این مینی‌گیم‌ها شامل تورنمنت‌های پوکر، جمع‌آوری گله‌های گاو، کمک به کلانتر و اجرای قانون، کشتن با دستگیر کردن افراد تحت تعقیب و رساندن مرسوله‌های مختلف در مدت زمان محدود، می‌باشند.

### مبارزه
گیمر در این بازی می‌تواند از اسلحه‌هایی همچون هفت‌تیر، انواع تفنگ، شاتگان، تیروکمان و مواد محترقه و انفجاری استفاده نماید. تیرهای متنوعی برای استفاده در کمان وجود دارند، از جمله تیرهای عادی، آتشین و انفجاری. نسخه Gun Showdown دارای یک اسلحهٔ ویژه به نام چاقوی پرتابی نیز است که در نسخهٔ معمولی وجود ندارد. در بازی قابلیتی وجود دارد به نام واکنش سریع (Quickdraw) که با فعال شدن آن، نمای بازی به‌حالت اول شخص رفته و برای مدت محدودی تیرهای گیمر نامحدود شده و با حرکت آهسته، گیمر می‌تواند با دقت بالاتر، تعداد بیشتری از دشمنان خود را مورد هدف قرار دهد. مقدار زمان استفاده از این حالت با یک نوار بر روی صفحهٔ نمایش مشخص می‌گردد و با حمله به دشمنان و کشتن آن‌ها این نوار پر شده و حالت Quickdraw قابل استفاده می‌شود.
گیمر می‌تواند هنگام استفاده از برخی اسلحه‌ها نمای دوربین را از حالت سوم شخص، به نمای اول شخص تغییر بدهد. در این بازی دو اسلحهٔ دستی و منفجره به نام‌های دینامیت و نوع ویژه‌ای کوکتل مولوتوف به نام بمب ویسکی وجود دارند. بمب‌های ویسکی پس از پرتاب و به محض برخورد با زمین عمل کرده و اطراف خود را به آتش می‌کشند، در حالیکه دینامیت پس از پرتاب با مقداری تاخیر عمل کرده و منفجر می‌شود. در نقاط مختلف این بازی بشکه‌های باروت و جعبه‌های تی‌ان‌تی هم وجود دارند که در برخی از مأموریت‌ها کاربرد حیاتی و ویژه داشته و در درگیری با دشمنان گیمر می‌تواند با شلیک به آن‌ها، همزمان چندین دشمن را نابود نماید. در نسخهٔ پلی‌استیشن همراه این بازی، مین‌های زمینی نیز وجود دارند.
بخش مبارزه‌های تن به تن نیز در این بازی کاربرد فراوانی دارد. گیمر می تواند با استفاده از چاقو، تاماهاوک (تبر سنتی سرخپوستان) و شمشیر سابر که از سواره‌نظام به دست می‌آورد، برای مبارزه‌های از راه نزدیک استفاده نماید. دشمنان توانایی مانور دادن و فرار کردن از تیرها یا حملات گیمر را دارند. آن‌ها همچنین می‌توانند با گروگان گرفتن دیگران، از آن‌ها به عنوان سپر انسانی برای حفظ جان خود استفاده نمایند. گیمر در این بازی با استفاده از یک چاقوی سلاخی، قادر به کندن پوست دشمنان مردهٔ خود می‌باشد. در برخی از مأموریت‌های اصلی و جانبی بازی، استفاده از اسلحه‌های بی‌صدا یا تیروکمان برای پیشبرد ماموریت به شکل مخفی، کاملاً مورد نیاز است. سبک مبارزه بر روی زین اسب و هنگام اسب سواری نیز یکی دیگر از بخش‌های مهم مبارزاتی داخل بازی می‌باشد و گیمر توانایی شلیک به دشمنان (در حالت سوم شخص و اول شخص) را در هنگام سوارکاری دارد. در هنگام مبارزات گیمر یا دشمنان می توانند با شلیک کردن به اسب و کشتن آن باعث سرنگونی سوارکار آن شوند.

## خلاصهٔ داستان

### موقعیت
داستان این بازی در غرب وحشی و به‌خصوص در مناطق آریزونا، کلرادو، کانزاس و نیومکزیکو و در سال ۱۸۸۰ میلادی اتفاق می‌افتد. این مناطق شامل شهرها و دشت‌های خشک و صخره‌ای (موسوم به بدلند) هستند که در جوار شهر داج‌سیتی کانزاس قرار دارند. داستان بازی توسط راندال یانسن (Randall Jahnson) نوشته شده که با هنرمندی صداپیشگان مشهوری همچون ران پرلمن، لانس هنریکسن، کریس کریستوفرسون، تام اسکریت و توماس جین به مرحله اجرا درآمده است.

### شخصیت‌ها
شخصیت‌های درون بازی براساس افراد و کاراکترهای واقعی در دنیای غرب وحشی نام‌گذاری و ساخته شده‌اند. نام الحمرا (Alhambra) که بر روی فاحشه‌خانه‌ای در بازی گذاشته شده است، از روی نام کاخ مشهور الحمرا در امارت گرانادا اقتباس شده است.
- کولتون وایت (توماس جین) - شخصیت قهرمان بازی که اصلیتی از قبیلهٔ آپاچی دارد، او توسط پدرخواندهٔ خود نِد وایت (Ned White) بزرگ و آموزش داده شد. کولتون در جریان داستان بازی با افراد بسیاری برخورد می کند که تعدادی از آن‌ها جزو دوستان و تعدادی نیز از دشمنان او به شمار می‌روند. او یک هفت‌تیرکش و تیرانداز حرفه‌ای و متبحر است که همیشه سعی دارد سمت حقیقت را بگیرد.
- سوپی جنینگز : او که یکی از دوستان قهرمان بازی است، تبحر ویژه‌ای در باز کردن قفل‌ها، گاوصندوق‌ها و تقلب در بازی پوکر دارد. این شخصیت با صداپیشگی دیو ویتنبرگ (Dave Wittenberg) و براساس شخصیت واقعی سوپی اسمیت (Soapy Smith) که در غرب وحشی به کار کلاهبرداری و گوش‌بری مشغول بود، ساخته شده است.
- توماس مگرودر (لانس هنریکسن) - او شخصیت اصلی منفی‌بازی است که به نوعی مرد قدرتمند غرب محسوب می‌شود. او رئیس یک شرکت توسعهٔ راه‌آهن می‌باشد که در حال ریل‌گذاری و توسعهٔ راه‌آهن در مناطق بومی‌نشینان قبیلهٔ آپاچی است. او که پیش‌تر یکی از فرماندهان در طی جنگ‌های داخلی آمریکا بوده است سرپرستی دسته‌ای از سربازان را برعهده داشت که در جستجوی کویریرا (Quivira) شهر گمشدهٔ طلا بودند. با پایان جنگ او تمام توان و وقت خود را برای پیدا کردن شهر گمشدهٔ طلا صرف کرد و از هیچ کاری برای رسیدن به آن دریغ نکرد. او در پایان و در هنگام ریزش غار، جان خود را از دست می‌دهد. این شخصیت براساس شخصیت واقعی جان مگرودر (John B. Magruder) نظامی مشهور دوران غرب وحشی بازسازی شده‌است.
- ند وایت (کریس کریستوفرسون)‌- پدر ناتنی قهرمان داستان که سال‌ها با تظاهر به اینکه پدر واقعی او است، کولتون را بزرگ نمود. پیش از مرگش او به پسرش اعتراف می کند که پدر واقعی او نیست و نشانه‌ای به کولتون می دهد که بتواند به دنبال پدر واقعی خود بگردد. نِد وایت شخصیتی بود که علاقهٔ شدیدی به زندگی در طبیعت داشت و با شکار و فروش پوست و گوشت حیوانات به قایقرانان رودخانهٔ میسوری، امورات خود را می‌گذراند.
- جوزایا رید (براد دوریف) - یک کشیش سادیسمی و زن‌ستیز که برای رئیس شرکت ریل‌گذاری (توماس مگرودر) کار می‌کند. او در بخشی از داستان به‌خاطر کشتن جنی، توسط قهرمان داستان (کولتون وایت) کشته می‌شود.
- شهردار هودو براون (ران پرلمن) - شهردار شهر امپایرسیتی که به ظاهر مستقل عمل کرده و علاقهٔ شدیدی دارد که شهر خود را گسترش دهد تا بتواند درآمد بیشتری کسب نماید، ولی در واقع او هم از توماس مگرودر دستور می‌گیرد. او به خاطر اعمال کثیفی که انجام داده، دشمنان بسیاری برای خود تراشیده است، به همین دلیل دو هفت‌تیرکش به نام‌های جی.جی وِب(J.J. Webb) و دیو رودابا (Dave Rudabaugh) را به عنوان محافظ شخصی خود استخدام می‌کند. در بخشی از داستان می‌بینیم که شهردار وانمود می‌کند که کولتون را نیز به استخدام خود درآورده است، ولی در اصل برای کشتن او در یک درگیری نقشه کشیده است. این شخصیت از روی رئیس باند تبهکاران شهر داج‌سیتی به همین نام (نام واقعی Hyman G. Neill) که در دههٔ ۱۸۸۰ میلادی و در غرب وحشی زندگی می‌کرده، طراحی شده‌است.